# SYMPHONIC LUNA SEA II
「SYMPHONIC LUNA SEA II」（シンフォニック・ルナ・シー・2）は1995年9月1日に発売されたLUNA SEAの楽曲をクラシックアレンジしたアルバムである。

## 概要
- 演奏はローマ聖チェチーリア音楽院管弦楽団が担当している。

## 曲目
1. TRUE BLUE
2. LOVELESS
3. AURORA
4. IN MIND
5. RECALL
6. GENESIS OF MIND～夢の彼方へ～
7. MOTHER
8. ROSIER
9. STAY

## アレンジャー
- 菅野よう子 (#4,7)
- 兼崎順一 (#2,5,9)
- 篠崎正嗣 (#1,3,6,8)